# Alberto Ezcurra Uriburu
Alberto Ignacio Ezcurra Uriburu (Buenos Aires; 30 de julio de 1937 — San Rafael; 26 de mayo de 1993), fue un sacerdote y militante nacionalista conservador argentino.

## Biografía
Era hijo del historiador y también militante nacionalista Alberto Ezcurra Medrano, quien fuera una de las figuras claves del revisionismo histórico y uno de los fundadores del Instituto de Investigaciones Históricas Juan Manuel de Rosas, en 1938, y de quien heredó su formación intelectual. Por esa línea paterna el árbol genealógico lo ligaba con Encarnación Ezcurra. Por parte materna tenía lazos de sangre con José Félix Uriburu.
De joven estudió en el colegio católico Champagnat e inmediatamente se sintió llamado por la religión. Ingresó al seminario jesuítico de Córdoba, de donde terminó expulsado. En ese momento volvió a Buenos Aires, hizo el servicio militar y a los 21 años se integró a la Unión Nacionalista de Estudiantes Secundarios (UNES), la rama juvenil de la Alianza Libertadora Nacionalista, grupo nacionalista de extrema derecha que estaba alineado con el peronismo. Ezcurra Uriburu tomaría una posición antiperonista luego de la pelea de Perón con el clero, siendo uno de los artífices de que la UNES rompiera la relación con la Alianza convirtiéndose en el Movimiento Nacionalista Tacuara (de sentimiento anticomunista, antidemocrático, antisemita y nacionalista católico). Ezcurra Uriburu fue el principal líder del movimiento, que se formó en el año 1957, en el bar La Perla de Once. El grupo inicial estaba conformado por el  propio Ezcurra Uriburu, José "Joe" Baxter, Horacio Bonfanti, Oscar Denovi, Luis Demharter y Eduardo Rosa.
El Movimiento Tacuara pierde fuerza en los años 1960s a través de distintas divisiones que llevan a sus miembros a las posiciones ideológicas más diversas. En ese contexto, en 1964, Ezcurra Uriburu decidió abandonar la política y retomar la vocación sacerdotal, ingresando al Seminario Arquidiocesano de Paraná. Posteriormente, en septiembre de 1967 viajó a Roma para continuar con sus estudios de Teología en el Colegio Pío Latinoamericano. A su vuelta en 1971 sería ordenado sacerdote en la capilla del seminario de Paraná, y en diciembre de ese año celebró su primera misa en el Colegio Marista Champagnat, del que era exalumno.
Desarrolló una intensa actividad pastoral e intelectual en Paraná (Entre Ríos) como profesor de Teología Moral y Vicerrector en el Seminario Arquidiocesano, cargos que conservaría hasta 1985. También dio charlas y conferencias (formales e informales) en círculos nacionalistas, militares y sindicales, y participó activamente en los ejercicios espirituales ignacianos que se desarrollaban en esa ciudad, además de publicar distintos artículos en la revista Mikael, editada por la Arquidiócesis local.
A pedido de Mons. Tórtolo, entre fines de 1974 y principios de 1975 escribió un opúsculo titulado De Bello Gerendo, destinado a los oficiales de las Fuerzas Armadas que sentían dudas morales o espirituales respecto a su participación en la lucha contras las organizaciones armadas de la época. En el año 2007, fue publicado como libro bajo el título Moral cristiana y guerra antisubversiva: enseñanzas de un capellán castrense. Para ello, Ezcurra Uriburu toma como punto de partida la cita de San Ambrosio "Aún entre enemigos existen derechos y convenciones que deben ser respetados”, y a partir de allí se dedica a reflexionar sobre cuestiones como la "aplicación o no de las leyes internacionales de derecho positivo a quienes no se sujetan a ellas, la licitud de dar muerte en combate a los guerrilleros, la licitud o no de hacerlo en caso de rendición, la licitud o no de eliminar físicamente a los jefes y responsables (teóricos o militares) de la guerrilla, la licitud o no de las represalias, entre muchas otras. Y deja bien claro que nunca puede ser lícita la ejecución de los rendidos, salvo casos excepcionales y jamás sin juicio sumarísimo."
En 1982, durante la Guerra de Malvinas, desarrolló una importante actividad de apoyo a las tropas. Viajó hasta la ciudad de Trelew para tomar contacto con oficiales entrerrianos. En un artículo publicado en "Mikael" celebró el patriotismo de las tropas, manifestando que "Se han levantado en el alma de los argentinos destellos de generosidad, se han descubierto tesoros enterrados de coraje y servicio desinteresados. Hemos recordado que esta patria nació cristiana". Estos conceptos eran repetidos y desarrollados en sus homilías en la Iglesia San Miguel Arcángel de Paraná.
En 1984, Ezcurra Uriburu se aleja del seminario de Paraná, pasando a integrar el Instituto del Verbo Encarnado, fundado en enero de ese año en San Rafael (Mendoza) por su amigo Carlos Buela. Allí participó en la creación del Seminario Diocesano Santa María Madre de Dios, del cual sería docente y rector.
En 1988 se convirtió en el primer capellán de la Orden de laicos de María del Rosario de San Nicolás.
Ezcurra fue el responsable de rezar un responso durante la repatriación de los restos de Juan Manuel de Rosas, en el año 1989.
El día 26 de mayo de 1993, Alberto Ezcurra Uriburu muere de cáncer en la ciudad de San Rafael, Provincia de Mendoza. Tenía 55 años.